# Negeri Sembilan
Negeri Sembilan (známý také pod arabským názvem Darul Khusus) je jeden z federálních států Malajsie. Nachází se v západní části Malajsie. Hraničí na severozápadě se Selangorem, na severovýchodě s Pahangem, z jihovýchodu s Johorem a na jihu s Malakkou. Na jihozápadě přiléhá pobřežím v délce 40 km (mezi řekami Sepang a Linggi) k vodám Malackého průlivu. Hlavním a největším městem Negeri Sembilan je Seremban. Panovnickým sídlem je Seri Menanti. Hlavním přístavem a druhým největším městem je Port Dickson. Negeri Sembilan obývá 1 milion obyvatel na rozloze 6 686 km².
Jméno státu odkazuje na devět (sembilan) osad (nagari) na kterých se usídlil malajský kmen Minangkabau původem ze západní Sumatry: Rembau, Sungei Ujong, Johol, Jelebu, Segamat (nyní součást Johoru), Naning (nyní součást Malakky), Hulu Pahang (nyní součást Pahangu), Jelai (nyní součást Pahangu), Klang (nyní součást Selangoru).
Negeri Sembilan je od roku 1959 konstituční monarchií. Na rozdíl od ostatních malajských monarchií má unikátní postavení, jelikož jde o jedinou volební monarchii a zároveň jeho panovník nemá titul sultána, ale Yang di-Pertuan Besar (doslova: Ten kdo byl určen velkým vládcem, zkráceně Yamtuan Besar). Panovníka Negeri Sembilan volí čtveřice náčelníků s titulem Undang, reprezentující oblasti Jelebu, Johol, Sungai Ujong a Rembau (tj. zbylá čtveřice z původních devíti osad). Undangové nemohou být sami zvoleni a jejich výběr panovníka je omezen na mužského muslima, který je zákonným potomkem rádži Radin ibni Raja Lenggang, čtvrtého vládce Negeri Sembilan. Systém volby místního panovníka užívaný v Negeri Sembilan se stal vzorem pro výběr federální hlavy státu. Každodenní záležitosti má na starosti vláda (předseda vlády a deset ministrů), kterou jmenuje panovník ze členů nejsilnější parlamentní strany. Státní parlament (Dewan Undangan Negeri Sembilan), který má 36 členů volených na pět let, v jednomandátových obvodech. Volby do státního parlamentu se konají souběžně s federálními volbami.
Negeri Sembilan patří spíše k heterogennějším státům Malajsie. Obyvatelstvo státu tvoří z 56,6 % Malajci (především Minangkabauové), 21,3 % Číňané, 14 % Indové a další. Většina populace vyznává sunnitský islám (60 %), který je státním náboženstvím. Další rozšířená náboženství jsou buddhismus (21,2 %), hinduismus (13,4 %), křesťanství (2,4 %), taoismus a tradiční čínské náboženství (0,5 %).
Největším sektorem místní ekonomiky jsou průmysl a výroba (50 %), následovány službami (40 %) a zemědělstvím (6 %).
V roce 1895 vytvořil společně s dalšími Brity ovládanými sultanáty Selangorem, Perakem a Pahangem tzv. Federované malajské státy. V letech 1941 až 1945 byl společně s celým Malajskem pod japonskou okupací. Po druhé světové válce v roce 1946 došlo ke sloučení Federovaných malajských států s Malakkou a Penangem (předtím součást kolonie Průlivových osad) a sultanátů Johor, Kedah, Kelantan, Perlis a Terengganu do Malajské unie, která se o dva roky později přeměnila na Malajskou federaci. Sloučením federace se Singapurem, Sarawakem a Sabahem vznikla v roce 1963 Malajsie, jejímž spolkovým státem se stal i Negeri Sembilan.